# Nakoula Basseley Nakoula
Nakoula Basseley Nakoula (nascido em 1957) é um egípcio naturalizado americano, conhecido por ter dirigido o vídeo Innocence of Muslims.
Ele é um cristão copta.